# 1948年ロンドンオリンピックのアルゼンチン選手団
1948年ロンドンオリンピックのアルゼンチン選手団（1948ねんロンドンオリンピックのアルゼンチンせんしゅだん）は、1948年7月29日から8月14日にかけてイギリスの首都ロンドンで開催された1948年ロンドンオリンピックのアルゼンチン選手団、およびその競技結果。

## 概要
今大会は金メダル3個、銀メダル3個、銅メダル1個、合計7個のメダルを獲得した。

## メダル
| メダル | 選手名             | 競技 | 種目         |
| ------ | ------------------ | ---- | ------------ |
| 金     | デルフォ・カブレラ | 陸上 | 男子マラソン |
| 銀     | ノエミ・シモネット | 陸上 | 女子走幅跳   |